# اللبيس (فلم)
اللبيس هو فيلم درامي-مصري، من إخراج أشرف فايق وعصام حلمي وتأليف عادل المغربي وخالد جمال الدين. الفيلم من بطولة شريف منير ومدحت صالح وأميرة فتحي. صدر الفيلم في 19 سبتمبر 2001.

الفيلم هو أول فيلم يخرجه أشرف فايق.
تدور احداث الفيلم حول سامح وعزوز صديقان يصبح الأول ممثلا مشهورا، اما الثاني الذي لازمه في سنوات الشقاء فيتحول إلى مجرد لبيس لسامح .وتظهر سلمى الممثلة المشهورة ويلاحقها سامح ولكنها تهتم بصديقه اللبيس وتتصاعد الاحداث .

## ملخص القصة
عزوز اللبيس كان رفيق سامح في سنوات الشقا، لقد سعى سامح أن تكون له قيمة فأصبح ممثلا مرموقا ومشهورا، بينما عزوز أصبح مجرد ظل ولبيس لصديقه، الممثلة المشهورة سلمى تقع في حب عزوز، رغم أن سامح يحوم حولها وينصب شباكه، لكن سلمى لا تلتفت إليه، تحاول شمس، وهي إحدى الممثلات الأقل شهرة، النيل من سلمى فتدفع في طريقه عنتر وهو شخص متخلف عقليا، يحاول عنتر قتل سلمى ليخلو الجو لشمس الأقل شهرة لتحصل على فرصتها في الشهرة والنجاح، سلمى تدرك أن عزوز فارس أحلامها فترضى أن تتزوجه، وهكذا يتم انتشال عزوز من فقره ليصبح نجما مشهورا جديرا بالاقتران بها.

## طاقم العمل
- مدحت صالح بدور عزوز اللبيس
- شريف منير بدور سامح
- أميرة فتحي بدور سلمى
- شمس
- طلعت زكريا بدور الوزير
- إنتصار
- حمدي السخاوي
- احمد حبشى
- أمانى البحطيطي
- ماهر سليم
- أحمد الحلواني
- حسن الديب

## روابط خارجية
- مقالات تستعمل روابط فنية بلا صلة مع ويكي بيانات